# La Llera
La Llera es una parroquia de los concejos asturianos de Villaviciosa y Colunga. Su cabecera parroquial, dedicada a San Antolín, está en el concejo de Colunga, del que comprende 1,51 km². En ese pequeño territorio viven, en el pueblo de ese nombre, 9 personas (INE, 2014). Del concejo de Villaviciosa pertenecen a la parroquia 2,17 km², en los que viven, en los lugares de La Llera y La Cabañona, 14 personas (INE, 2014).

## Lugares
- La Cabañona
- El Cantu
- La Llastra